# Bolitoglossa hiemalis
Espèce
Statut de conservation UICN

 VU  : Vulnérable
Bolitoglossa hiemalis est une espèce d'urodèles de la famille des Plethodontidae.

## Répartition
Cette espèce est endémique du département de Valle del Cauca en Colombie. Elle se rencontre à Riofrío entre 3 000 et 3 600 m d'altitude dans le Páramo del Duende sur le Cerro Calima.

## Étymologie
Son nom d'espèce, du latin hiemalis, « hiver », lui a été donné en référence au climat dans lequel vit cette salamandre. La température nocturne est particulièrement froide et peut descendre à −13 °C.

## Publication originale
- Lynch, 2001 : A small amphibian fauna from a previously unexplored paramo of the Cordillera Occidental in western Colombia. Journal of Herpetology, vol. 35, no 2, p. 226-231 (texte intégral).